# NGC 2541
NGC 2541 is een balkspiraalstelsel in het sterrenbeeld Lynx. Het hemelobject werd op 9 maart 1788 ontdekt door de Duits-Britse astronoom William Herschel.

## Synoniemen
- UGC 4284
- MCG 8-15-54
- ZWG 236.37
- PGC 23110